# Лука Іванушець
Лука Іванушець (хорв. Luka Ivanušec, нар. 26 листопада 1998, Вараждин) — хорватський футболіст, півзахисник «Феєнорда» та національної збірної Хорватії. На умовах оренди грає за грецький ПАОК.

## Клубна кар'єра
Народився 26 листопада 1998 року в місті Вараждин. Вихованець юнацьких команд футбольних клубів «Вараждин» та «Локомотива». 20 грудня 2015 року у складі основної команди другого в матчі проти «Славен Белупо» він дебютував у чемпіонаті Хорватії. 3 грудня 2016 року в поєдинку проти «Цибалії» він забив свій перший гол за команду.

## Виступи за збірні
2015 року дебютував у складі юнацької збірної Хорватії, взяв участь у 18 іграх на юнацькому рівні, відзначившись 3 забитими голами. З командою до 17 років взяв участь 2015 року в юнацькому чемпіонаті світу в Чилі, де Іванушець був основним гравцем і забив один гол проти США у 5 матчах, а команда дійшла до чвертьфіналу. З командою до 19 років брав участь у юнацькому чемпіонаті Європи 2016 року в Німеччині, де теж був основним гравцем, а хорвати програли всі три гри й не вийшли в плей-оф.
Протягом 2017—2019 років залучався до складу молодіжної збірної Хорватії, у її складі поїхав на молодіжний чемпіонат Європи 2019 року в Італії. Всього на молодіжному рівні зіграв у 28 офіційних матчах.
11 січня 2017 року дебютував в офіційних матчах у складі національної збірної Хорватії в матчі Китайського кубка проти Чилі. У наступному матчі, 14 січня, проти команди Китаю Лука забив свій перший гол за національну команду.
| Дата       | Місто      | Господарі  | Результат               | Гості      | Турнір                               | Голи | Примітки |
| ---------- | ---------- | ---------- | ----------------------- | ---------- | ------------------------------------ | ---- | -------- |
| 11-1-2017  | Наньнін    | Чилі       | 1 – 1                   | Хорватія   | Китайський кубок 2017                | -    | 90'      |
| 14-1-2017  | Наньнін    | КНР        | 1 – 1                   | Хорватія   | Китайський кубок 2017                | 1    | 80'      |
| 18-6-2021  | Глазго     | Хорватія   | 1 – 1                   | Чехія      | ЧЄ 2020 - 1-й етап                   | -    | 46'      |
| 22-6-2021  | Глазго     | Шотландія  | 1 – 3                   | Хорватія   | ЧЄ 2020 - 1-й етап                   | -    | 76'      |
| 28-6-2021  | Копенгаген | Хорватія   | 3 – 5 д.ч.              | Іспанія    | ЧЄ 2020 - 1/8 фіналу                 | -    | 114'     |
| 1-9-2021   | Москва     | Росія      | 0 – 0                   | Хорватія   | Відбір до ЧС 2022                    | -    | 70'      |
| 4-9-2021   | Братислава | Словаччина | 0 – 1                   | Хорватія   | Відбір до ЧС 2022                    | -    | 55'      |
| 7-9-2021   | Спліт      | Хорватія   | 3 – 0                   | Словенія   | Відбір до ЧС 2022                    | -    | 76'      |
| 8-10-2021  | Ларнака    | Кіпр       | 0 – 3                   | Хорватія   | Відбір до ЧС 2022                    | -    | 84'      |
| 11-10-2021 | Осієк      | Хорватія   | 2 – 2                   | Словаччина | Відбір до ЧС 2022                    | -    | 46'      |
| 10-6-2022  | Копенгаген | Данія      | 0 – 1                   | Хорватія   | Ліга націй УЄФА 2022—2023 - 1-й етап | -    | 46'      |
| 28-3-2023  | Бурса      | Туреччина  | 0 – 2                   | Хорватія   | Відбір до ЧЄ 2024                    | -    | 90+2'    |
| 14-6-2023  | Роттердам  | Нідерланди | 2 – 4 д.ч.              | Хорватія   | Ліга націй УЄФА 2022—2023 - півфінал | -    | 78'      |
| 18-6-2023  | Роттердам  | Хорватія   | 0 – 0 д.ч. (4 - 5 п.п.) | Іспанія    | Ліга націй УЄФА 2022—2023 - фінал    | -    | 78'      |
| 8-9-2023   | Рієка      | Хорватія   | 5 – 0                   | Латвія     | Відбір до ЧЄ 2024                    | 1    |          |
| 11-9-2023  | Єреван     | Вірменія   | 0 – 1                   | Хорватія   | Відбір до ЧЄ 2024                    | -    | 74'      |
| 18-11-2023 | Рига       | Латвія     | 0 – 2                   | Хорватія   | Відбір до ЧЄ 2024                    | -    | 61'      |
| 21-11-2023 | Загреб     | Хорватія   | 1 – 0                   | Вірменія   | Відбір до ЧЄ 2024                    | -    | 46'      |
| Усього     |            | Матчів     | 18                      |            | Голів                                | 2    |          |

## Титули і досягнення
- Чемпіон Хорватії (4):

«Динамо»: 2019-20, 2020-21, 2021-22, 2022-23
- Володар Кубка Хорватії (1):

«Динамо»: 2020-21
- Володар Суперкубка Хорватії (2):

«Динамо»: 2022, 2023
- Володар Кубка Нідерландів (1):

«Феєнорд»: 2023–24
- Володар Суперкубка Нідерландів (1):

«Феєнорд»: 2024